# نورت زینزویل، اوهایو
نورت زینزویل (به انگلیسی: North Zanesville) یک منطقهٔ مسکونی در ایالات متحده آمریکا است که در شهرستان ماسکینگام، اوهایو واقع شده‌است. نورت زینزویل ۹٫۳ کیلومتر مربع مساحت و ۳٬۰۱۳ نفر جمعیت دارد و ۲۷۴ متر بالاتر از سطح دریا واقع شده‌است.